# Jazz (appel)

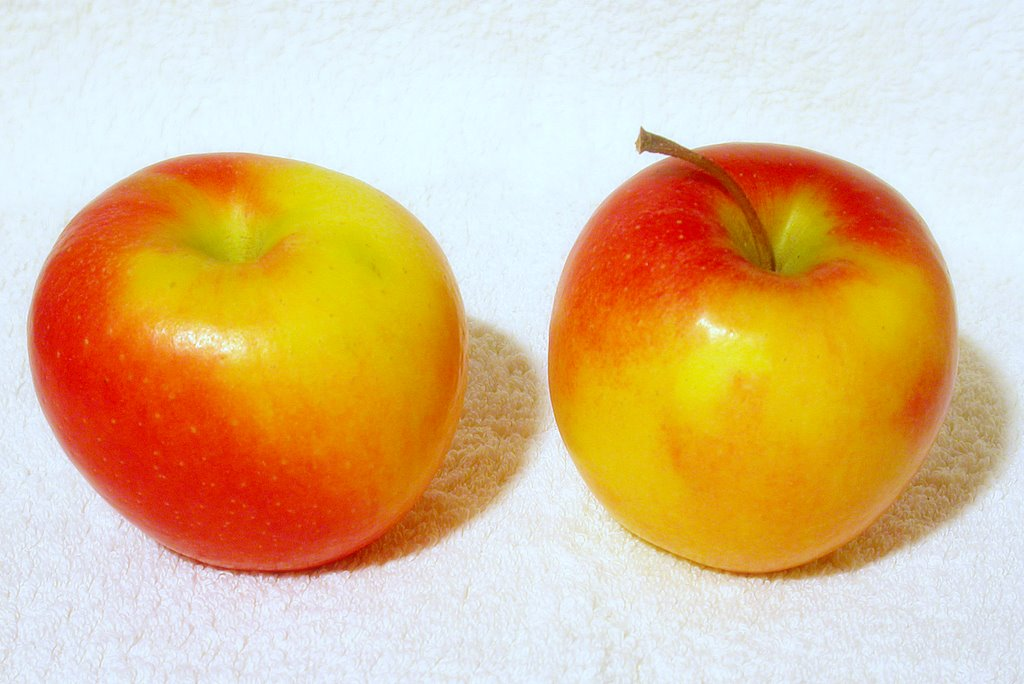
Jazz-appels

Jazz is een appelras. Jazz is een kruising van Braeburn en Royal Gala. De kruising gebeurde voor het eerst in 1985 in Havelock North in Nieuw-Zeeland. Het is een gepatenteerd ras of clubras: zowel de teelt als de verkoop is aan regels onderworpen. Het octrooi werd in 2001 aangevraagd onder de naam Scifresh. De soort is oorspronkelijk afkomstig van Nieuw-Zeeland en werd gelanceerd in 2004. Het patent is in handen van Enzafruit.

## Kenmerken
Jazz is een grotendeels rode appel met een groen-gele achtergrond. De smaak is zoet-zuur. Het overwegend zoete van de smaak is afkomstig van de Royal Gala en het licht-zure van de Braeburn.

## Teelt
Jazz werd oorspronkelijk geteeld in Nieuw-Zeeland, maar intussen wordt de soort ook gekweekt in Frankrijk, de Verenigde Staten, Engeland, Australië, Chili, Italië, Zwitserland en Oostenrijk. De hier verkrijgbare appels zijn van half mei tot eind augustus afkomstig uit Nieuw-Zeeland en van half oktober tot einde maart uit Frankrijk. De import vanuit Nieuw-Zeeland gebeurt grotendeels per schip via de haven van Antwerpen. Voor 2011 werd verwacht dat er zo'n 22.000 ton Jazz-appels via Antwerpen zou ingevoerd worden. Ongeveer 60% daarvan is voor de Duitse markt bestemd en 10% voor de Belgische.